# San Salvador
San Salvador là thủ đô của El Salvador. Thung lũng nơi thành phố này tọa lạc trước đây được gọi là "El Valle de las Hamacas" (Thung lũng của những cái võng) do nó có hoạt động địa chấn cao. San Salvador là thành phố lớn thứ hai ở Trung Mỹ. Thành phố nằm trên diện tích 568 km² (220 dặm vuông) và có dân số gần 2,2 triệu người. Đây là nơi có dân số chiếm 1/3 dân số của El Salvador và 1/2 tài sản của quốc gia này.

## Khí hậu
| Dữ liệu khí hậu của San Salvador                           | Dữ liệu khí hậu của San Salvador | Dữ liệu khí hậu của San Salvador | Dữ liệu khí hậu của San Salvador | Dữ liệu khí hậu của San Salvador | Dữ liệu khí hậu của San Salvador | Dữ liệu khí hậu của San Salvador | Dữ liệu khí hậu của San Salvador | Dữ liệu khí hậu của San Salvador | Dữ liệu khí hậu của San Salvador | Dữ liệu khí hậu của San Salvador | Dữ liệu khí hậu của San Salvador | Dữ liệu khí hậu của San Salvador | Dữ liệu khí hậu của San Salvador |
| Tháng                                                      | 1                                | 2                                | 3                                | 4                                | 5                                | 6                                | 7                                | 8                                | 9                                | 10                               | 11                               | 12                               | Năm                              |
| ---------------------------------------------------------- | -------------------------------- | -------------------------------- | -------------------------------- | -------------------------------- | -------------------------------- | -------------------------------- | -------------------------------- | -------------------------------- | -------------------------------- | -------------------------------- | -------------------------------- | -------------------------------- | -------------------------------- |
| Cao kỉ lục °C (°F)                                         | 36.0 (96.8)                      | 36.1 (97.0)                      | 37.2 (99.0)                      | 38.4 (101.1)                     | 36.7 (98.1)                      | 34.6 (94.3)                      | 34.5 (94.1)                      | 35.1 (95.2)                      | 33.3 (91.9)                      | 35.6 (96.1)                      | 35.3 (95.5)                      | 35.7 (96.3)                      | 38.4 (101.1)                     |
| Trung bình ngày tối đa °C (°F)                             | 30.8 (87.4)                      | 32.0 (89.6)                      | 32.7 (90.9)                      | 32.7 (90.9)                      | 31.1 (88.0)                      | 30.1 (86.2)                      | 30.3 (86.5)                      | 30.5 (86.9)                      | 29.5 (85.1)                      | 29.5 (85.1)                      | 29.9 (85.8)                      | 30.2 (86.4)                      | 30.8 (87.4)                      |
| Trung bình ngày °C (°F)                                    | 22.8 (73.0)                      | 23.6 (74.5)                      | 24.2 (75.6)                      | 25.0 (77.0)                      | 24.6 (76.3)                      | 23.9 (75.0)                      | 23.9 (75.0)                      | 23.9 (75.0)                      | 23.3 (73.9)                      | 23.3 (73.9)                      | 23.0 (73.4)                      | 22.8 (73.0)                      | 23.7 (74.7)                      |
| Tối thiểu trung bình ngày °C (°F)                          | 16.9 (62.4)                      | 17.6 (63.7)                      | 18.4 (65.1)                      | 19.8 (67.6)                      | 20.4 (68.7)                      | 20.0 (68.0)                      | 19.5 (67.1)                      | 19.7 (67.5)                      | 19.6 (67.3)                      | 19.3 (66.7)                      | 18.4 (65.1)                      | 17.5 (63.5)                      | 18.9 (66.0)                      |
| Thấp kỉ lục °C (°F)                                        | 11.9 (53.4)                      | 12.0 (53.6)                      | 13.0 (55.4)                      | 12.0 (53.6)                      | 12.0 (53.6)                      | 15.5 (59.9)                      | 13.5 (56.3)                      | 12.2 (54.0)                      | 15.0 (59.0)                      | 12.5 (54.5)                      | 11.1 (52.0)                      | 12.0 (53.6)                      | 11.1 (52.0)                      |
| Lượng mưa trung bình mm (inches)                           | 1 (0.0)                          | 2 (0.1)                          | 10 (0.4)                         | 36 (1.4)                         | 176 (6.9)                        | 279 (11.0)                       | 355 (14.0)                       | 319 (12.6)                       | 338 (13.3)                       | 208 (8.2)                        | 53 (2.1)                         | 9 (0.4)                          | 1.786 (70.4)                     |
| Số ngày mưa trung bình (≥ 0.1 mm)                          | 1                                | 1                                | 1                                | 5                                | 13                               | 20                               | 20                               | 20                               | 20                               | 16                               | 4                                | 2                                | 123                              |
| Độ ẩm tương đối trung bình (%)                             | 67                               | 66                               | 67                               | 72                               | 80                               | 83                               | 82                               | 83                               | 86                               | 83                               | 76                               | 72                               | 77                               |
| Số giờ nắng trung bình tháng                               | 301                              | 277                              | 294                              | 243                              | 220                              | 174                              | 239                              | 257                              | 180                              | 211                              | 267                              | 294                              | 2.957                            |
| Nguồn 1: Ministerio de Medio Ambiente y Recursos Naturales |                                  |                                  |                                  |                                  |                                  |                                  |                                  |                                  |                                  |                                  |                                  |                                  |                                  |
| Nguồn 2: Viện Khí tượng Đan Mạch Meteo Climat              |                                  |                                  |                                  |                                  |                                  |                                  |                                  |                                  |                                  |                                  |                                  |                                  |                                  |